# 화성시 (선거구)
화성시는 대한민국의 옛 국회의원 선거구이다. 당시 경기도 화성시 지역을 관할했다.

## 역사
2001년 3월 21일을 기해 화성군이 화성시로 승격되었다. 또한 오산시와 화성시의 인구 증가로 인해 제17대 국회의원 선거를 앞두고 오산시·화성군 선거구에서 분리되면서 신설되었다.
제18대 국회의원 선거를 앞두고 화성시 선거구가 갑, 을 선거구로 분구되면서 폐지되었다.

## 역대 국회의원
| 선거   | 정당 | 정당       | 의원   |
| ------ | ---- | ---------- | ------ |
| 2004년 |      | 열린우리당 | 안병엽 |
| 2007년 |      | 한나라당   | 고희선 |

## 역대 선거 결과

### 대한민국 제17대 국회의원 선거
|  | 45.65% |

|  | 38.30% |

|  | 7.50% |

|  | 4.72% |

|  | 2.74% |

|  | 1.07% |

### 2007년 대한민국 재보궐선거
|  | 57.03% |

|  | 30.88% |

|  | 12.08% |